# (13492) Vitalijzakharov
(13492) Vitalijzakharov est un astéroïde de la ceinture principale.

## Description
(13492) Vitalijzakharov est un astéroïde de la ceinture principale. Il fut découvert le 27 décembre 1984 à Naoutchnyï par Lioudmila Karatchkina. Il présente une orbite caractérisée par un demi-grand axe de 2,36 UA, une excentricité de 0,14 et une inclinaison de 6,5° par rapport à l'écliptique.

## Compléments